# Mesothen nomia
Mesothen nomia là một loài bướm đêm thuộc phân họ Arctiinae, họ Erebidae.